# Kyle Chalmers
Kyle Chalmers (* 25. Juni 1998 in Port Lincoln, South Australia) ist ein australischer Schwimmer, der bei Olympischen Spielen einmal Gold und zweimal Silber über 100 Meter Freistil gewann.

## Biografie
Kyle Chalmers wurde in Port Lincoln (anderen Angaben zufolge in Ashford), in der Nähe von Adelaide, geboren, wo er auch aufwuchs. Sein Vater ist der frühere Australian-Football-Spieler Brett Chalmers, der als Profi in der Australian Football League aktiv war. In seiner Jugend betrieb Kyle Chalmers Leichtathletik, Basketball und Football, ehe er zum Schwimmen kam.
Kyle Chalmers lebte 2016 in Glenelg North, einem Vorort von Adelaide, und war Student des Immanuel Colleges. Er war Mitglied des Marion Swimming Club in Adelaide und wurde dort von Peter Bishop trainiert.
2024 schwamm er für den St. Andrew’s Swim Club in Sunshine Coast, Queensland, und trainierte bei Ash Delaney.

### Anfänge  und Olympiasieg 2016
International machte Chalmers erstmals bei den Schwimmwettbewerben der Olympischen Jugend-Sommerspiele 2014 in Nanjing auf sich aufmerksam, als der 16-Jährige in den Männer- und Mixed-Staffeln eingesetzt wurde und dreimal die Bronzemedaille gewann. Ein Jahr später sorgte er bei den australischen Meisterschaften im April 2015 für Aufsehen, als er die 100 Meter Freistil in 48,89 Sekunden absolvierte. Mit dieser Zeit unterbot er den Altersgruppenrekord seines Landes um fast eine Sekunde und er war zu diesem Zeitpunkt der jüngste Schwimmer, der unter der 49-Sekunden-Marke blieb. Diese Leistung brachte Chalmers einen Platz im australischen Kader für die Weltmeisterschaften im russischen Kasan ein. Zwar konnte sich die australische Staffel nicht für das Finale in der 4-mal-100-Meter-Freistilstaffel qualifizieren, doch Chalmers machte mit der drittschnellsten Zeit aller Staffelteilnehmer (47,92& Sekunden) erneut auf sich aufmerksam.
Seine ersten internationalen Titel errang Chalmers bei den folgenden Jugend-Schwimmweltmeisterschaften im selben Jahr in Singapur. Chalmers gewann insgesamt sieben Medaillen, darunter die Goldmedaillen über 50 und 100 Meter Freistil sowie in der 4-mal-100-Meter-Freistilstaffel. Nach dem erfolgreichen Jahr 2015 unterschrieb er einen Vertrag mit Adidas über mehrere Jahre.
Chalmers bislang größter Erfolg bei den Senioren stellte sich im Jahr 2016 ein. Nachdem er sich bei den australischen Meisterschaften als Zweiter über 100 Meter Freistil für den Olympiakader qualifiziert hatte, gewann er bei den Olympischen Sommerspielen in Rio de Janeiro die Bronzemedaille mit der 4-mal-100-Meter-Freistilstaffel, gemeinsam mit James Roberts, James Magnussen und Cameron McEvoy. Diesen Erfolg zu übertrumpfen gelang ihm bei seinem Start über 100 Meter Freistil. Nachdem Chalmers in den Vorläufen mit 47,90 Sekunden bereits den Junioren-Weltrekord unterboten hatte, schraubte er diese Bestzeit im Halbfinale auf 47,88 Sekunden und zog als Zweitschnellster hinter dem US-amerikanischen Titelverteidiger Nathan Adrian (47,83 Sekunden) ins Finale ein. Dort gelang ihm überraschend eine Bestzeit von 47,58 Sekunden, die ihm die Goldmedaille einbrachte. Chalmers ist damit der erste australische Olympiasieger über 100 Meter Freistil seit Michael Wenden bei den Olympischen Spielen 1968 und mit 18 Jahren der zweitjüngste Goldmedaillengewinner im Schwimmen seit Ian Thorpe, mit dem er aufgrund seiner Statur und der frühen Erfolge oft verglichen wird. Chalmers belegte auch mit der 4-mal-100-Meter-Lagenstaffel mit Mitchell Larkin, Jake Packard, David Morgan und Kyle Chalmers den dritten Platz.

### 2018 mit den Commonwealth Games
Im April 2018 fanden im australischen Gold Coast die Commonwealth Games statt. Chalmers siegte über 200 Meter Freistil vor seinem Landsmann Mack Horton. Die 4-mal-100-Meter-Freistilstaffel gewann mit Cameron McEvoy, James Magnussen, Jack Cartwright und Kyle Chalmers und hatte über zwei Sekunden Vorsprung vor der englischen Staffel. Über 100 Meter Freistil gewann der Schotte Duncan Scott mit 0,13 Sekunden Vorsprung vor Kyle Chalmers und dem zweitgleichen Südafrikaner Chad Le Clos. Die 4-mal-200-Meter-Frestilstaffel mit Mack Horton, Elijah Winnington, Kyle Chalmers, Alexander Graham siegte mit 2,6 Sekunden vor den Engländern. Eine vierte Goldmedaille erschwamm Chalmers mit der 4-mal-100-Meter-Lagenstaffel mit Mitchell Larkin, Jake Packard und Grant Irvine, in der Kyle Chalmers 0,09 Sekunden vor dem englischen Schlussschwimmer anschlug.
Vier Monate später bei den Pan Pacific Championships in Tokio gewann Chalmers über 100 Meter Freistil. Mit beiden Freistilstaffeln erschwamm er Silber hinter den Staffeln aus den Vereinigten Staaten. Die Lagenstaffel wurde Dritte hinter dem US-Team und den Japanern.

### 2019 mit dem ersten Weltmeisterschaftsgold
Bei den Weltmeisterschaften in Gwangju erreichte die 4-mal-100-Meter-Freistilstaffel mit Cameron McEvoy, Clyde Lewis, Alexander Graham und Kyle Chalmers den dritten Platz hinter der Staffel aus den Vereinigten Staaten und den Russen. Über 100 Meter Freistil wurde Chalmers Zweiter mit 0,12 Sekunden Rückstand auf den US-Schwimmer Caeleb Dressel. Die australische 4-mal-200-Meter-Freistilstaffel mit Alexander Graham, Jack McLoughlin, Thomas Fraser-Holmes und Mack Horton erreichte das Finale mit der viertschnellsten Vorlaufzeit. Im Endlauf waren Clyde Lewis, Kyle Chalmers, Alexander Graham und Mack Horton sechs Sekunden schneller als die Vorlaufstaffel und siegten mit fast einer Sekunde Vorsprung vor den Russen. Mit der 4-mal-100-Meter-Lagenstaffel belegte Chalmers den fünften Platz. Die 4-mal-100-Meter-Mixed-Freistilstaffel mit Kyle Chalmers, Clyde Lewis, Emma McKeon und Bronte Campbell schlug eine halbe Sekunde nach dem Quartett aus den Vereinigten Staaten an. Für ihren Einsatz im Vorlauf erhielten auch Cameron McEvoy, Alexander Graham, Brianna Throssell und Madison Wilson eine Silbermedaille.

### 2021 mit drei olympischen Medaillen
Die Olympischen Spiele in Tokio fanden wegen der COVID-19-Pandemie erst 2021 statt. Die 4-mal-100-Meter-Freistilstaffel mit Matthew Temple, Zac Incerti, Alexander Graham und Kyle Chalmers erschwamm die Bronzemedaille hinter dem US-Team und den Italienern. Cameron McEvoy erhielt Bronze für seinen Einsatz im Vorlauf. Über 100 Meter Freistil siegte Caeleb Dressel in 47,02 Sekunden vor Kyle Chalmers, der nach 47,08 Sekunden anschlug. Die 4-mal-200-Meter-Freistilstaffel mit Alexander Graham, Mack Horton, Elijah Winnington und Zac Incerti erreichte das Finale mit der zweitbesten Vorlaufzeit. Im Finale schwammen Graham, Chalmers, Incerti und Thomas Neill drei Sekunden schneller als die Vorlaufstaffel und wurden Dritte mit 0,03 Sekunden Rückstand auf die zweitplatzierten Russen. Die australische 4-mal-100-Meter-Lagenstaffel mit Mitchell Larkin, Zac Stubblety-Cook, Matthew Temple und Kyle Chalmers wurde Fünfte.
Im Oktober 2021 stellte Chalmers einen neuen Kurzbahnweltrekord über 100 Meter Freistil auf, als er beim Weltcup in Kasan 44,84 Sekunden erreichte.

### 2022 mit Weltmeistertitel und den Commonwealth Games
Im Mai 2022 wurde Chalmers australische Meister über 50 Meter Schmetterling und Zweiter über 100 Meter Schmetterling.
Im Juni bei den Weltmeisterschaften in Budapest gewann die australische 4-mal-100-Meter-Freistilstaffel mit William Yang, Matthew Temple, Jack Cartwright und Kyle Chalmers die Silbermedaille hinter der Staffel aus den Vereinigten Staaten. Über 100 Meter Schmetterling schied Chalmers als 22. der Vorläufe aus. Dia 4-mal-100-Meter-Lagenstaffel mit Isaac Cooper, Zac Stubblety-Cook, Matthew Temple und Kyle Chalmers belegte den vierten Platz mit einer halben Sekunde Rückstand auf die drittplatzierten Briten. Die 4-mal-100-Meter-Mixed-Freistilstaffel schwamm im Vorlauf mit Zac Incerti, William Yang, Meg Harris und Leah Neale die drittbeste Zeit. Im Finale stellten Jack Cartwright, Kyle Chalmers, Madison Wilson und Mollie O’Callaghan in 3:19,38 Minuten einen neuen Weltrekord auf und siegten mit über einer Sekunde Vorsprung vor dem kanadischen Quartett.
Einen Monat später bei den Commonwealth Games in Birmingham siegte die 4-mal-100-Meter-Mixed-Freistilstaffel mit William Yang, Kyle Chalmers, Mollie O’Callaghan und Emma McKeon mit einer Sekunde Vorsprung vor dem englischen Team. Die 4-mal-100-Meter-Freistilstaffel mit Flynn Southam, Zac Incerti, William Yang und Kyle Chalmers gewann mit 0,61 Sekunden Vorsprung. Über 100 Meter Freistil schlug Chalmers 0,38 Sekunden vor dem Engländer Tom Dean an. Nur die 4-mal-100-Meter-Lagenstaffel mit Bradley Woodward, Zac Stubblety-Cook, Matthew Temple und Kyle Chalmers wurde Zweite acht Hundertstelsekunden hinter den Engländern.
Ende des Jahres bei den Kurzbahnweltmeisterschaften in Melbourne gewann Chalmers dreimal Gold, dreimal Silber und einmal Bronze. Zunächst wurden Flynn Southam, Matthew Temple, Thomas Neill und Kyle Chalmers Zweite hinter der italienischen 4-mal-100-Meter-Freistilstaffel. Shaun Campion erhielt eine Silbermedaille für seinen Vorlauf. Über 100 Meter Freistil siegte Chalmers mit 0,25 Sekunden Vorsprung vor dem Franzosen Maxime Grousset. Die 4-mal-50-Meter-Freistilstaffel siegte in der Aufstellung Isaac Cooper, Matthew Temple, Flynn Southam und Kyle Chalmers mit vier Hundertstelsekunden Vorsprung vor den Italienern. Grayson Bell erhielt Gold für seine Beteiligung im Vorlauf. In der 4-mal-200-Meter-Freistilstaffel siegte die US-Mannschaft vor Thomas Neill, Kyle Chalmers, Flynn Southam und Mack Horton; hier waren im Vorlauf Clyde Lewis, Stuart Swinburn und Brendon Smith geschwommen. Über 50 Meter Freistil belegte Chalmers den siebten Platz. Die 4-mal-50-Meter-Lagenstaffel schwamm im Vorlauf die siebtbeste Zeit in der Besetzung Isaac Cooper, Grayson Bell, Shaun Champion und Flynn Southam. Im Endlauf wurden Isaac Cooper, Grayson Bell, Matthew Temple und Kyle Chalmers Dritte hinter den Italienern und der US-Staffel. Die 4-mal-100-Meter-Lagenstaffel mit Isaac Cooper, Joshua Yong, Shaun Campion und Kyle Chalmers erreichte das Finale als Vorlauffünfte. Im Endlauf erreichten Isaac Cooper, Joshua Yong, Matthew Temple und Kyle Chalmers das Ziel nach 3:18,98 Minuten und schlugen zeitgleich mit der Staffel aus den Vereinigten Staaten an. Beide Staffeln stellten damit einen neuen Weltrekord auf. Die siebte Medaille gewann Chalmers mit der 4-mal-50-Meter-Mixed-Freistilstaffel. Kyle Chalmers, Matthew Temple, Meg Harris und Emma McKeon schlugen sieben Zehntelsekunden hinter dem französischen Quartett und eine halbe Sekunde vor der niederländischen Staffel an. Flynn Southam und Madison Wilson waren im Vorlauf dabei.

### 2023 mit drei Weltmeistertiteln
2023 bei den Weltmeisterschaften in Fukuoka siegte die 4-mal-100-Meter-Freistilstaffel mit Jack Cartwright, Flynn Southam, Kai Taylor und Kyle Chalmers, Matthew Temple erhielt Gold für seinen Einsatz im Vorlauf. Über 100 Meter Freistil siegte Chalmers in 47,15 Sekunden mit 0,16 Sekunden Vorsprung vor Jack Alexy aus den Vereinigten Staaten. Die 4-mal-200-Meter-Freistilstaffel mit Thomas Neill, Kai Taylor, Elijah Winnington, Flynn Southam schwamm die schnellste Vorlaufzeit. Im Finale wurden Kai Taylor, Kyle Chalmers, Alexander Graham und Thomas Neill Dritte hinter den Briten und dem US-Team. In der 4-mal-100-Meter-Lagenstaffel gewannen Bradley Woodward, Zac Stubblety-Cook, Matthew Temple und Kyle Chalmers Bronze hinter den Staffeln aus den Vereinigten Staaten und aus der Volksrepublik China, im Vorlauf waren Sam Williamson und Kai Taylor geschwommen. Die 4-mal-100-Meter-Mixed-Freistilstaffel mit Flynn Southam, Jack Cartwright, Madison Wilson und Meg Harris schwamm die schnellste Vorlaufzeit. Im Endlauf waren Jack Cartwright, Kyle Chalmers, Shayna Jack und Mollie O’Callaghan drei Sekunden schneller als die Vorlaufstaffel. In 3:18,83 Minuten unterboten sie den bisherigen Weltrekord aus dem Vorjahr um 0,55 Sekunden, wobei außer Shayna Jack alle auch beim Vorjahresweltrekord beteiligt waren.

### 2024 mit drei olympischen Medaillen
2024 bei den Olympischen Spielen in Paris war die 4-mal-100-Meter-Freistilstaffel mit Jack Cartwright, William Yang, Flynn Southam und Kyle Chalmers die zweitschnellste Staffel im Vorlauf. Im Endlauf schwammen Jack Cartwright, Flynn Southam, Kai Taylor und Kyle Chalmers fast zwei Sekunden schneller und schlugen als Zweite hinter der chinesischen Staffel an. Über 100 Meter Freistil siegte der Chinese Pan Zhanle mit über einer Sekunde Vorsprung. Kyle Chalmers gewann Silber mit einer Hundertstelsekunde Vorsprung auf den Rumänen David Popovici, eine weitere Hundertstelsekunde dahinter wurde der Ungar Nándor Németh Vierter. Die 4-mal-100-Meter-Lagenstaffel mit Isaac Cooper, Joshua Yong, Matthew Temple und Kyle Chalmers erreichte den sechsten Platz. In der 4-mal-100-Meter-Mixed-Lagenstaffel schwammen Iona Anderson, Zac Stubblety-Cook, Emma McKeon und Kyle Chalmers die zweitschnellste Vorlaufzeit. Im Endlauf waren Kaylee McKeown, Joshua Yong, Matthew Temple und Mollie O’Callaghan fast drei Sekunden schneller als die Vorlaufstaffel und wurden Dritte hinter dem US-Team und der chinesischen Staffel.